# Bactrocera unilineata
Bactrocera unilineata är en tvåvingeart som beskrevs av Drew 1989. Bactrocera unilineata ingår i släktet Bactrocera och familjen borrflugor. Inga underarter finns listade.